# Ruisseaux de la région de Neuvic
Ruisseaux de la région de Neuvic este o arie protejată (sit de importanță comunitară — SCI) din Franța întinsă pe o suprafață de 149 ha, integral pe uscat.

## Localizare
Centrul sitului Ruisseaux de la région de Neuvic este situat la coordonatele 45°19′10″N 2°13′26″E / 45.31944°N 2.22389°E.

## Înființare
Situl Ruisseaux de la région de Neuvic a fost declarat arie specială de conservare în baza directivei 92/43 din 1992 referitoare la conservarea habitatelor naturale și a faunei și florei sălbatice pentru a proteja 5 specii de animale.

## Biodiversitate
Situată în ecoregiunea continentală, aria protejată conține 4 habitate naturale: Păduri aluvionare cu Alnus glutinosa și Fraxinus excelsior (Alno-Padion, Alnion incanae, Salicion albae), Păduri de fag acidofile atlantice, cu subarboret de Ilex și, uneori, de asemenea, Taxus, la nivelul arbuștilor (Quercion robori-petraeae sau Ilici-Fagenion), Pajiști cu Molinia pe soluri calcaroase, turboase sau argilos-nămoloase (Molinion caeruleae), Liziere de ierburi înalte hidrofile de câmpie și de nivel montan până la alpin.
La baza desemnării sitului se află mai multe specii protejate:
- mamifere (1): vidră de râu (Lutra lutra)
- nevertebrate (1): Austropotamobius pallipes
- pești (3): zglăvoacă (Cottus gobio), Cottus perifretum, cicar (Lampetra planeri)

Pe lângă speciile protejate, pe teritoriul sitului au mai fost identificate 3 specii de plante, 5 specii de pești.